# Crytea sublunifer
Crytea sublunifer là một loài tò vò trong họ Ichneumonidae.